# Ewa Marciniec
Ewa Marciniec – polska śpiewaczka operowa i pedagog.

## Życiorys
Absolwentka Akademii Muzycznej w Gdańsku (dwa wydziały ukończone w 1992 z wyróżnieniem: Wydział Wokalno-Aktorski w klasie Zofii Janukowicz-Pobłockiej oraz Wydział Kompozycji i Teorii Muzyki) oraz studiów podyplomowych w Musikhochschule w Stuttgarcie (klasa Luisy Bosabalian).
Występowała m.in. w Filharmonii Berlińskiej, Filharmonii Narodowej w Warszawie, Teatro la Fenice w Wenecji, Operze Bałtyckiej w Gdańsku, Teatrze Wielkim – Operze Narodowej w Warszawie, w teatrach operowych w: Bolonii, Frankfurcie, Linzu, Rzymie, Trieście, Wiesbaden.
Brała udział w nagraniu płyt nominowanych do Nagrody Muzycznej Fryderyk:
- Richard Wagner - Der fliegende Holänder / Holender Tułacz (Filharmonia Narodowa / CD Accord) – nominacja w 2008 w kategorii Album Roku Recital Wokalny, Opera, Operetka, Balet[1]
- Karol Szymanowski - Harnasie, Mandragora, Kniaź Patiomkin (NAXOS) – nominacja w 2010 w kategorii Album Roku Opera, Operetka, Balet[2].

Pedagog na Wydziale Wokalno-Aktorskim Akademii Muzycznej w Gdańsku. W 2013 na Akademii Muzycznej w Łodzi uzyskała stopień doktora habilitowanego. W 2021 otrzymała tytuł profesora sztuki w dziedzinie sztuki muzyczne.
W kadencji 2021–2025 członek Rady Dyscypliny Artystycznej Akademii Muzycznej im. Stanisława Moniuszki w Gdańsku.